# U-614
| U-614                      | U-614                                                          | U-614                                                          |
| -------------------------- | -------------------------------------------------------------- | -------------------------------------------------------------- |
|                            |                                                                |                                                                |
|                            |                                                                |                                                                |
|                            |                                                                |                                                                |
| Під прапором               | Третій рейх                                                    | Третій рейх                                                    |
| Спуск на воду              | 29 січня 1942 року                                             | 29 січня 1942 року                                             |
| Виведений зі складу флоту  | 29 липня 1943 року                                             | 29 липня 1943 року                                             |
| Сучасний статус            | затоплений                                                     | затоплений                                                     |
| Проєкт                     |                                                                |                                                                |
| Тип ПЧ                     | Торпедний ДПЧ                                                  | Торпедний ДПЧ                                                  |
| Основні характеристики     |                                                                |                                                                |
| Швидкість (надводна)       | 17,7 вузлів                                                    | 17,7 вузлів                                                    |
| Швидкість (підводна)       | 7,6 вузлів                                                     | 7,6 вузлів                                                     |
| Робоча глибина занурення   | 100 м                                                          | 100 м                                                          |
| Гранична глибина занурення | 220 м                                                          | 220 м                                                          |
| Екіпаж                     | 44 осіб                                                        | 44 осіб                                                        |
| Розміри                    |                                                                |                                                                |
| Довжина найбільша (по КВЛ) | 67,1 м                                                         | 67,1 м                                                         |
| Ширина корпусу найб.       | 6,2 м                                                          | 6,2 м                                                          |
| Висота                     | 9,6 м                                                          | 9,6 м                                                          |
| Середня осадка (по КВЛ)    | 4,70 м                                                         | 4,70 м                                                         |
| Водотоннажність надводна   | 769 т                                                          | 769 т                                                          |
| Озброєння                  |                                                                |                                                                |
| Артилерія                  | одна палубна гармата калібру 88-мм, одна 20-мм зенітна гармата | одна палубна гармата калібру 88-мм, одна 20-мм зенітна гармата |
| Торпедно- мінне озброєння  | 4 носових і один кормовий ТА. 14 торпед або 26 мін             | 4 носових і один кормовий ТА. 14 торпед або 26 мін             |

U-614 — німецький підводний човен типу VIIC, часів Другої світової війни.
Замовлення на будівництво човна було віддане 15 серпня 1940 року. Човен був закладений на верфі суднобудівної компанії «Blohm + Voss» у Гамбурзі 6 травня 1941 року під будівельним номером 590, спущений на воду 29 січня 1942 року, 19 березня 1942 року увійшов до складу 8-ї флотилії. Також за час служби перебував у складі 6-ї флотилії. Єдиним командиром човна був капітан-лейтенант Вольфганг Штретер.
Човен зробив 3 бойових походи, в яких потопив 1 судно.
29 липня 1943 року потоплений у Північній Атлантиці північно-західніше мису Ортегаль (46°42′ пн. ш. 11°03′ зх. д. / 46.700° пн. ш. 11.050° зх. д.) глибинними бомбами британського бомбардувальника «Веллінгтон». Всі 49 членів екіпажу загинули.

## Потоплені та пошкоджені кораблі[3]
| Назва   | Тип            | Належність      | Дата          | Тоннаж (БРТ) | Вантаж                | Статус    | Місце                                                       |
| Harmala | вантажне судно | Велика Британія | 7 лютого 1943 | 5 730        | 8 500 т залізної руди | потоплено | 55°14′ пн. ш. 26°37′ зх. д. / 55.233° пн. ш. 26.617° зх. д. |